# Lessor (Wisconsin)
Lessor es un pueblo ubicado en el condado de Shawano en el estado estadounidense de Wisconsin. En el Censo de 2010 tenía una población de 1.263 habitantes y una densidad poblacional de 13,49 personas por km².

## Geografía
Lessor se encuentra ubicado en las coordenadas 44°37′53″N 88°24′35″O / 44.63139, -88.40972. Según la Oficina del Censo de los Estados Unidos, Lessor tiene una superficie total de 93.6 km², de la cual 93.07 km² corresponden a tierra firme y (0.57%) 0.53 km² es agua.

## Demografía
Según el censo de 2010, había 1.263 personas residiendo en Lessor. La densidad de población era de 13,49 hab./km². De los 1.263 habitantes, Lessor estaba compuesto por el 96.91% blancos, el 0.08% eran afroamericanos, el 1.03% eran amerindios, el 0.55% eran asiáticos, el 0% eran isleños del Pacífico, el 0.63% eran de otras razas y el 0.79% pertenecían a dos o más razas. Del total de la población el 1.43% eran hispanos o latinos de cualquier raza.